# Éparchie d'Amérique de l'est
L'éparchie d'Amérique de l'est (en serbe cyrillique : Епархија источноамеричка ; en serbe latin : Eparhija istočnoamerička) est une éparchie, c'est-à-dire une circonscription de l'Église orthodoxe serbe. Située aux États-Unis, elle a son siège à New York et à Washington et, en 2016, elle a à sa tête l'évêque Mitrofan.

## Histoire
En 1963 a été créée l'éparchie d'Amérique de l'est et du Canada dirigée par les évêques Stefan Lastavica (1963-1966), Sava Vuković (1967-1977) et Hristofor Kovačević (1978-1983). En 1983, l'éparchie a été divisée en deux circonscriptions ecclésiastiques : l'éparchie d'Amérique de l'est et l'éparchie du Canada. Depuis la séparation, l'éparchie d'Amérique de l'est a été conduite par Hristofor Kovačević (1983-1991) et Mitrofan Kodić (depuis 1991).

## Paroisses
L'éparchie administre 58 églises et paroisses aux États-Unis, en Floride, en Géorgie, dans le Maine, dans le Massachusetts, dans le New Hampshire, dans le New Jersey, à New York, en Caroline du Nord, dans l'Ohio, dans le Maryland, en Pennsylvanie, en Virginie et en Virginie-Occidentale. Une paroisse dans le Maryland dessert aussi les habitants de Washington.

## Monastères
L'éparchie compte 3 monastères :
- le monastère de Marcha à Richfield dans l'Ohio ;
- le monastère Saint Marc à Sheffield Lake dans l'Ohio ;
- le monastère de la Mère de Dieu à Springboro en Pennsylvanie.